# بید (سرده)
بید (نام علمی:  Salix) سرده‌ای از درختان و درختچه‌های برگریز با حدود ۴۰۰ گونه است که در اصل در خاک‌های مرطوب در آب‌وهوای سرد و مناطق معتدل در نیم‌کرهٔ شمالی یافت می‌شود.

## ویژگی‌ها
معمولاً شیرهٔ پوست بید حاوی مقادیر بالای اسید سالیسیلیک است. بید دارای پوست نرم، غالباً خم‌شونده، چوب سخت، شاخه‌های باریک و ریشه‌های بزرگ، فیبروسیت و غالباً ساقه‌دار است. ریشه بید را به سختی، اندازه و دوام آن می‌شناسند. ریشه‌ها از قسمت‌های بیرون از خاک درخت نیز می‌رویند.
برگ‌ها معمولاً کشیده هستند و ممکن است انتهای آنها بیضوی نیز باشد و در برخی موارد لبه‌های دندانه‌دار دارند. بیشتر گونه‌های بید برگریز هستند. برخی گونه‌ها نیمه‌همیشه‌سبز هستند. گونه‌های با برگ‌های چرم‌مانند در بیدها کم دیده می‌شود.

## گونه‌ها
برخی از گونه‌های مهم آن چنین‌اند:
- بید مجنون (نام علمی: Salix babylonica): گونه‌ای که در اصل متعلق به نواحی خشک شمالی کشور چین بوده اما از طریق جاده ابریشم به دیگر نقاط جهان راه یافته‌است.
- بید سفید (نام علمی: Salix alba): گونه‌ای از بید که در شمال آفریقا، اروپا، آناتولی، عراق، ایران، افغانستان، قفقاز، تالش و سیبری می‌روید.
- زردبید (نام علمی: Salix acmophylla): گونه‌ای از بید که در ایران، افغانستان، پاکستان، ترکمنستان، عراق، سوریه، فلسطین، سینا، شمال هندوستان و جنوب‌شرق ترکیه می‌روید.
- بیدمشک (نام علمی: Salix aegyptiaca): گونه‌ای که در ایران نیز می‌روید و از آن عرق بیدمشک می‌گیرند.
- بید قطبی (نام علمی: Salix arctica): گونهٔ خزندهٔ بسیار کوچکی از بید است که خود را برای زنده ماندن در ناحیهٔ قطبی وفق داده‌است.
- سپیدار: درختی بلند که در ایران می‌روید.